# Tao Hongjing

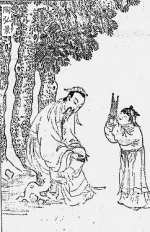
Tao Hongjing

Tao Hongjing (chinesisch 陶弘景, Pinyin Táo Hóngjǐng, W.-G. T'ao Hung-ching; * 456 in Jiankang (建康,  Jiànkāng), das historische Nanjing; † 536 Mao Shan) war ein chinesischer Gelehrter und Alchemist aus der Zeit der Sechs Dynastien. Sein Großjährigkeitsname lautet Tongming (通明,  Tōngmíng,  T'ung-ming), außerdem ist er auch unter dem Pseudonym Huayang Yinju (華陽隱居 / 华阳隐居,  Huáyáng Yǐnjū,  Hua-yang Yin-chü) bekannt. Er diente in verschiedenen Positionen an den Höfen der Liu-Song- und Qi-Dynastien, bevor er sich auf den Maoshan zurückzog. Er war der 9. Patriarch der Schule des Shangqing-Daoismus und einer ihrer wichtigsten Theoretiker.

## Werke
- Míngyī biélù (名醫別錄 / 名医别录 – „Aufzeichnung zum Rezepten namhafter Ärzte“) – „Sammlung von Rezepten berühmter Ärzte“